# Aglaope
Aglaope is een geslacht van vlinders uit de familie van de bloeddrupjes (Zygaenidae) en de onderfamilie Chalcosiinae.

## Soorten
- A. infausta (Linnaeus, 1767)
- A. labasi Oberthür, 1922
- A. sanguifasciata Horie, 1994